# Tang-e Būlān
Tang-e Būlān (persiska: تنگه, تنگ بولان) är en ort i Iran.   Den ligger i provinsen Teheran, i den centrala delen av landet, 60 km öster om huvudstaden Teheran. Tang-e Būlān ligger 1 592 meter över havet och antalet invånare är 153.
Terrängen runt Tang-e Būlān är bergig, och sluttar söderut. Runt Tang-e Būlān är det glesbefolkat, med 9 invånare per kvadratkilometer. Närmaste större samhälle är Eyvānekey, 16,3 km söder om Tang-e Būlān. Trakten runt Tang-e Būlān består i huvudsak av gräsmarker.